# イオンスポーツクラブ

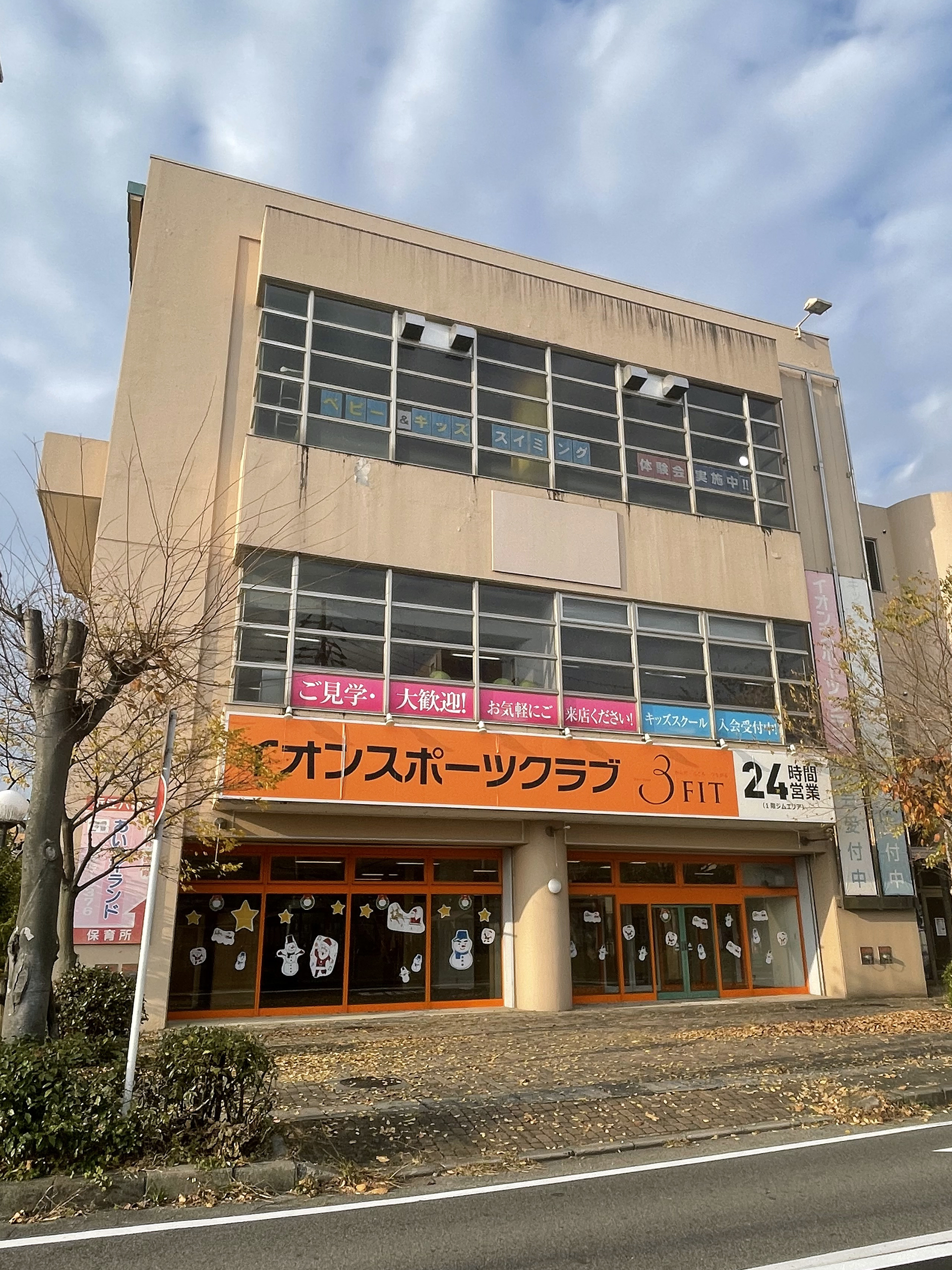
イオンスポーツクラブ近江八幡

イオンスポーツクラブ（旧ジャスコスポーツクラブ）はイオンリテール株式会社内の一部署で、イオンリテール株式会社スポーツ&レジャー事業部の運営するフィットネスクラブの施設の総称である。現在はイオンスポーツクラブ3FITを中心に展開している。

## 概要
現在はフィットネスクラブとスイミングスクールと他にない特徴的な新体操スクールを中心としている。特に新体操についての歴史は1984年からと、運営3部門のなかでは最初に手がけたもので、日本代表選手も生んでいる。
運営部署の名前からわかるように、以前はスポーツだけではなくレジャー施設の運営を手がけていた。過去にはボウリング場・スケート場・映画館（一部は残っている）などがあったがスポーツ施設の拡大に方針転換している。
2010年3月1日、ブランド統一のためジャスコ名称の店舗はすべてイオンスポーツクラブに変更された。
以前はブランド名として「ザ・スペース（THE・SPACE）」を称していたが、現在は「3FIT（スリーフィット）」に変更され、一部の店舗の名称に付加されている。

## 新体操スクール
当時大学生だった渡辺守成が企画を出して1984年にジャスコに入社し、新体操教室を千葉市のマリンピア店（現在のイオン・マリンピア店）に開いたことに始まる。現在、イオン新体操クラブも同店を本拠としている 。

## 店舗
「イオンスポーツクラブ」を38店舗（東北4、関東18、中部10、近畿3、中国1、四国2）、女性専用の「イオンフィットネススタジオ」を16店舗（東北1、関東15）、「イオンウエルネスラウンジ」を5店舗（関東4、中部1）、「キッズスクール」を43店舗（東北4、関東26、中部8、近畿3、中国1、四国1）、「新体操スクール」を30店舗（東北2、関東26、中部2）運営する。大半がイオンの商業施設内にテナントとして展開するが、「新体操スクール」の春日部・柏増尾台（「ウエルネスラウンジ」併設）・瑞江・センター北についてはイオンとは無関係のビルの中に入居している。

## 閉鎖した店舗
- ジャスコスポーツクラブ 貝塚店
- ジャスコスポーツクラブ 白子店